# Sistema d20
El Sistema d20 es un sistema de juego de rol publicado en 2000 por Wizards of the Coast con ocasión de la tercera edición de Dungeons & Dragons, juego de rol para el que fue concebido. Su nombre proviene del dado de 20 caras, que desempeña un papel central en muchas de las reglas de juego.
El sistema consiste en la atribución por parte del director de juego (o narrador) de una dificultad de la acción a realizar. Esta dificultad está expresada bajo la forma de un valor numérico (la clase de dificultad, CD). El jugador que emprende la acción debe tirar un dado de veinte caras (1d20 en anotación abreviada) y sumarle al resultado del dado todos los modificadores involucrados en la acción. Si el número obtenido iguala o supera la clase de dificultad, la acción deseada es un éxito, si saca menos es un fallo. Por ejemplo: para pasar por una puerta cerrada con llave se debe abrir la cerradura (clase de dificultad de ejemplo: 15), el jugador tira 1d20 y obtiene 16, el personaje (que tiene entrenada la habilidad "Abrir cerraduras") posee un +6 en la tirada, por lo que en total obtiene 22, que significa que el personaje abrió la cerradura fácilmente.
El narrador puede modificar las reglas sobre los grados de éxito (críticos y pifias) según las circunstancias pero normalmente un 1 en el dado siempre es un fracaso estrepitoso (una pifia) y un 20 un éxito espectacular (un crítico).

## Sistema genérico
En el momento de la publicación, en 2000, de la tercera edición de Dungeons & Dragons el sistema d20 fue también concebido como sistema de juego genérico bajo licencia de juego abierto (Open Game License). El sistema d20 ha sido desde entonces aplicado a numerosos juegos de rol y universos de juego, como por ejemplo el de la Era Hiboria de Conan el Bárbaro con el juego de rol publicado en 2004 por la editorial británica Mongoose Publishing como Conan: The Roleplaying Game (y traducido al castellano al año siguiente por la editorial Edge Entertainment con el título Conan, el juego de rol).
Uno de los últimos juegos de rol en aplicar el sistema d20 en español ha sido Aventuras en la Marca del Este publicado por Holocubierta Ediciones en junio de 2010.